# 尿胸
尿胸（英語：urinothorax）是一种极罕见的胸腔积液，表现为尿液异常积聚于胸膜腔内。该病症主要由创伤与梗阻性尿路症引发，确诊依赖于医生的临床高度怀疑与胸腔积液分析。尿胸需着重治疗引发尿胸的基础病因，病因解除后通常可自行消退。

## 症状
尿胸患者临床表现与其他类型胸腔积液类似，绝大多数患者都有呼吸困难、胸痛、腹痛、尿液减少症状。部分患者也可能伴有发热与腹水症状。尿胸通常在基础病因出现后数小时内发生。

## 病因
根据引发原因可将尿胸分为梗塞性与创伤性两种，临床上以创伤性尿胸居多。梗塞性尿胸由梗阻性尿路症引发，具体包括前列腺疾病、膀胱癌、肾囊肿、腹膜后纤维化与额外肾等疾病，其梗阻部位可发生于膀胱或尿道。创伤性尿胸又可分为外伤性与医源性，以医源性为主，主要由肾活检、肾移植、碎石术、经皮肾造瘘术等手术失败引发。创伤性尿胸多表现为单侧尿胸，而梗阻性尿胸常为双侧尿胸。若因尿路囊肿引发，尿胸通常与囊肿同侧，极少数情况下可表现为双侧或对侧。

## 发病机制
尿液到达胸膜腔有直接和间接两种途径。直接途径包括两种情形，其一是尿液在腹腔与胸膜腔之间的压力梯度作用下经横膈膜孔隙渗漏至胸膜腔；其二是尿路囊肿破裂，其内容物（尿液）释放至胸膜腔。间接途径是腹膜后间隙内的尿路囊肿中的尿液通过淋巴管引流到达胸膜腔。

## 诊断

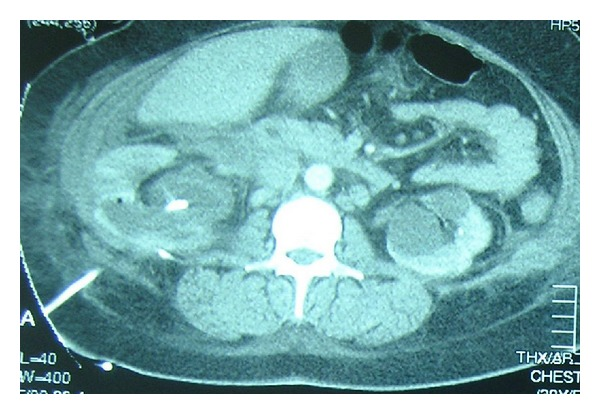
CT影像显示尿胸患者体内的肾造瘘管（左下白色线状标记）

尿胸的诊断依赖于医生的临床高度怀疑和胸水生化分析。胸片可清晰显示患者体内存在胸部积液；腹部超声检查和CT扫描能帮助识别导致胸腔积液的尿路病变。此外静脉肾盂造影可显示造影剂从腹膜后间隙渗漏至胸膜腔，但该检查存在一定的假阳性率。对于胸腔积液分析特征不明显或常规影像未显示尿路梗阻证据的患者，可采用锝-99m肾扫描进行诊断。当患者存在尿胸症状时，用99Tc标记的白蛋白会从泌尿生殖系统移动至胸膜腔。
胸水生化分析是尿胸诊断的另一重要检查方法。胸水多呈淡黄色，气味类似氨，有核细胞计数通常在50至1500个/cm³之间，pH值介于5至7。胸水通常表现为低蛋白含量和高乳酸脱氢酶（LDH）水平。虽然也有低pH值和低葡萄糖水平的报道，但并不能作为尿胸存在与否的证据。胸水肌酐与血清肌酐比值大于1通常被认为是尿胸的指标，但该指标的特异性较低，可能无法完全排除引发胸腔积液的其他原因。有研究认为，该比值越高，其特异性也就越高，在大多数尿胸患者中该比值会超过10。

## 治疗

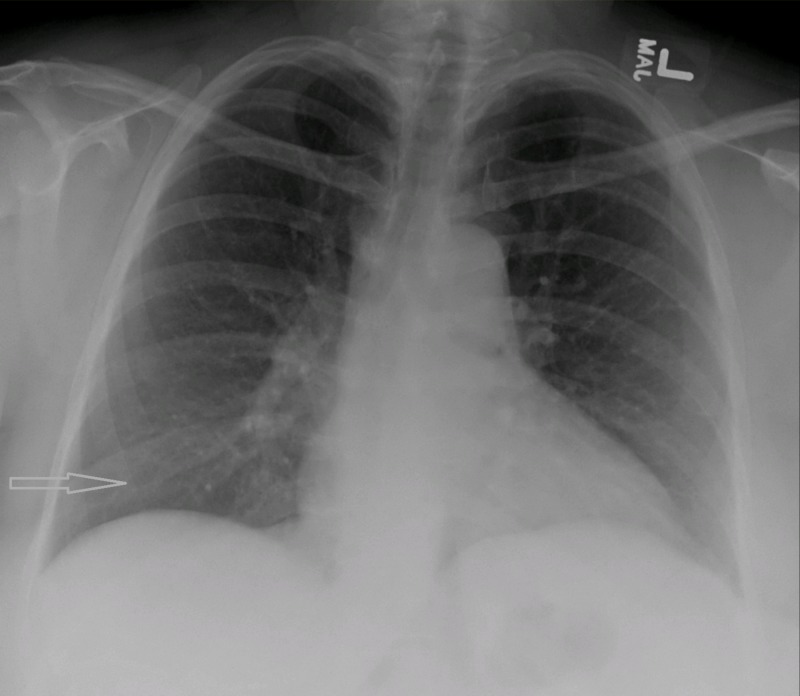
胸部X光片显示尿胸经治疗后消退

尿胸治疗的关键在于处理泌尿生殖系统的基础病变。常用治疗方法包括：通过肾造瘘管或导尿管解除尿路梗阻、修复泌尿系统损伤。基础病因消除后，尿胸通常可自行消退。在未有呼吸症状或呼吸症状轻微时一般无需胸腔引流。

## 预后
尿胸通常在尿路病变治愈后自行消退且不易复发。

## 流行病学
尿胸是一种罕见的胸腔积液类型。由于尿胸发生于胸膜腔，其临床知晓率较低。2017年的一项系统综述只收录了78项研究，仅涉及88位患者。